# San Michele di Ganzaria

Ubicació de San Michele di Ganzaria dins de la província

San Michele di Ganzaria (sicilià San Micheli di Ganzarìa) és un municipi italià, dins de la ciutat metropolitana de Catània. L'any 2008 tenia 3.779 habitants. Limita amb els municipis de Caltagirone, Mazzarino (CL), Piazza Armerina (EN), San Cono i Mirabella Imbaccari (CT).

## Administració
| Període | Identitat       | Partit |
| ------- | --------------- | ------ |
| 2008-   | Stefano Ridolfo | MpA    |